# Tummal
Tummal és una ciutat antiga de l'antiga Mesopotàmia, situada a prop de l'antiga ciutat sagrada de Nippur.
La seva ubicació és incerta: podria correspondre al jaciment de Tell Dlehim, situat a uns vint quilòmetres al sud de Nippur.
Va ser descobert durant prospeccions superficials. El jaciment ha estat objecte d'excavacions limitades que van explorar part d'un edifici del Període d'Isin-Larsa (c. 2000-1800 aC) i van identificar el contorn de la muralla de la ciutat, els canals i un port.
La ciutat de Tummal apareix principalment en documentació escrita de la Tercera dinastia d'Ur (c. 2112-2004 aC), com el principal lloc de culte de la deessa Ninlil, esposa del gran déu Enlil. Aquest temple apareix habitualment com a receptor d'ofrenes, particularment durant el gran festival dedicat a la deessa. Com a signe d'aquesta creixent importància, sembla que la ciutat va veure la construcció d'un palau reial durant el regnat de Xulgi.
L'anomenada Crònica de Tummal és una crònica que enumera els governants que van restaurar els temples d'Enlil a Nippur i de Ninlil a Tummal, des de l'època de reis semillegendaris com ara Enmebaragesi i Guilgameix.